# FK Ventspils
FK Ventspils je latvijski nogometni klub iz istoimenog grada koji trenutačno nastupa u Virslīgi. Osnovan je 1997. spajanjem dva kluba, Vente i Nafte.

## Vanjske poveznice
- Službena stranica  Arhivirana inačica izvorne stranice od 28. srpnja 2004. (Wayback Machine) (na latvijskom)
- FK Ventspils na UEFA.com
- FK Ventspils na World Football.net